# 2017-es rostocki műugró-Grand Prix-verseny
A Nemzetközi Úszószövetség (FINA) 2017-ben a 23. alkalommal rendezte meg február 24. és február 26. között a műugró-Grand Prix-versenysorozatot, melynek első állomása a németországi Rostock volt, egy időben a Német Úszószövetség által szervezett 62. nemzetközi műugró versennyel.

## Eredmények

### Éremtáblázat
| #        | nemzet           | arany | ezüst | bronz | összesen |
| 1        | Kína             | 5     | 3     | 1     | 9        |
| 2        | Kanada           | 1     | 1     | 2     | 4        |
| 2        | Németország      | 1     | 1     | 2     | 4        |
| 4        | Oroszország      | 1     | 0     | 0     | 1        |
| 5        | Hollandia        | 0     | 1     | 0     | 1        |
| 5        | Ukrajna          | 0     | 1     | 0     | 1        |
| 7        | Fehéroroszország | 0     | 0     | 1     | 1        |
| 7        | Malajzia         | 0     | 0     | 1     | 1        |
| összesen | összesen         | 8     | 7     | 7     | 22       |

### Éremszerzők
| versenyszám   | arany                                                        | ezüst                                                   | bronz                               |
| férfiak       |                                                              |                                                         |                                     |
| 3 m           | Peng Csien-feng (Peng Jianfeng)                              | Patrick Hausding                                        | Ho Csao (He Chao)                   |
| 3 m szinkron  | Stephan Feck / Patrick Hausding                              | Li Lin-vej (Li Linwei) / Liu Cseng-ming (Liu Chengming) | Ahmad Amsyar bin Azman / Chew Yiwei |
| 10 m          | Jang Csien (Yang Jian)                                       | Hszü Cö-vej (Xu Zewei)                                  | Vadzim Kaptur                       |
| 10 m szinkron | Roman Izmajlov / Szergej Nazin                               | nem adták ki                                            | nem adták ki                        |
| nők           |                                                              |                                                         |                                     |
| 3 m           | Vu Csun-ting (Wu Chunting)                                   | Viktorija Keszar                                        | Jennifer Abel                       |
| 3 m szinkron  | Melissa Citrini-Beaulieu / Jennifer Abel                     | Celine van Duijn / Inge Jansen                          | Lena Hentschel / Friederike Freyer  |
| 10 m          | Csang Min-csie (Zhang Minjie)                                | Csang Csia-csi (Zhang Jiaqi)                            | Meaghan Benfeito                    |
| 10 m szinkron | Csang Min-csie (Zhang Minjie) / Csang Csia-csi (Zhang Jiaqi) | Caeli McKay / Meaghan Benfeito                          | Christina Wassen / Elena Wassen     |

## A versenyen részt vevő nemzetek
A Grand Prix-n 15 nemzet 75 sportolója – 42 férfi és 33 nő – vett részt, az alábbi megbontásban:
| Részt vevő nemzetek férfi / nő megbontásban | Részt vevő nemzetek férfi / nő megbontásban | Részt vevő nemzetek férfi / nő megbontásban | Részt vevő nemzetek férfi / nő megbontásban | Részt vevő nemzetek férfi / nő megbontásban | Részt vevő nemzetek férfi / nő megbontásban | Részt vevő nemzetek férfi / nő megbontásban | Részt vevő nemzetek férfi / nő megbontásban | Részt vevő nemzetek férfi / nő megbontásban |
| ------------------------------------------- | ------------------------------------------- | ------------------------------------------- | ------------------------------------------- | ------------------------------------------- | ------------------------------------------- | ------------------------------------------- | ------------------------------------------- | ------------------------------------------- |
| nemzet                                      | F                                           | N                                           | nemzet                                      | F                                           | N                                           | nemzet                                      | F                                           | N                                           |
| Fehéroroszország                            | 3                                           | 1                                           | Lettország                                  | 1                                           | 0                                           | Oroszország                                 | 5                                           | 3                                           |
| Hollandia                                   | 2                                           | 3                                           | Magyarország                                | 1                                           | 0                                           | Románia                                     | 0                                           | 1                                           |
| Horvátország                                | 2                                           | 0                                           | Malajzia                                    | 4                                           | 0                                           | Svájc                                       | 2                                           | 2                                           |
| Kanada                                      | 3                                           | 5                                           | Németország                                 | 5                                           | 8                                           | Svédország                                  | 2                                           | 3                                           |
| Kína                                        | 6                                           | 3                                           | Olaszország                                 | 4                                           | 0                                           | Ukrajna                                     | 2                                           | 4                                           |

F = férfi, N = nő

## Versenyszámok

### Férfiak

#### 3 méteres műugrás
| #  | Ország           | Név                             | Selejtező | Selejtező | Középdöntő | Középdöntő | Középdöntő | Középdöntő | Döntő   | Döntő  |
| #  | Ország           | Név                             | Selejtező | Selejtező | A          | A          | B          | B          | Döntő   | Döntő  |
| #  | Ország           | Név                             | Rangsor   | Pontok    | Rangsor    | Pontok     | Rangsor    | Pontok     | Rangsor | Pontok |
| -- | ---------------- | ------------------------------- | --------- | --------- | ---------- | ---------- | ---------- | ---------- | ------- | ------ |
|    | Kína             | Peng Csien-feng (Peng Jianfeng) | 2         | 420,60    | 1          | 452,75     |            |            | 1       | 483,85 |
|    | Németország      | Patrick Hausding                | 3         | 420,50    |            |            | 3          | 408,45     | 2       | 472,60 |
|    | Kína             | Ho Csao (He Chao)               | 1         | 420,85    |            |            | 2          | 415,60     | 3       | 455,20 |
| 4  | Németország      | Stephan Feck                    | 5         | 386,35    |            |            | 1          | 433,25     | 4       | 423,05 |
| 5  | Kanada           | François Imbeau-Dulac           | 13        | 350,40    | 2          | 435,00     |            |            | 5       | 415,05 |
| 6  | Kanada           | Philippe Gagné                  | 6         | 384,25    | 3          | 417,90     |            |            | 6       | 385,60 |
|    |                  |                                 |           |           |            |            |            |            |         |        |
| 7  | Ukrajna          | Oleg Kologyij                   | 12        | 351,70    |            |            | 4          | 392,90     |         |        |
| 8  | Svájc            | Guillaume Dutoit                | 7         | 379,05    |            |            | 5          | 387,10     |         |        |
| 9  | Oroszország      | Vjacseszlav Novoszelov          | 10        | 361,10    |            |            | 6          | 367,50     |         |        |
| 10 | Oroszország      | Jevgenyij Novoszelov            | 9         | 369,65    | 4          | 357,95     |            |            |         |        |
| 11 | Malajzia         | Ooi Tze Liang                   | 4         | 413,60    | 5          | 347,35     |            |            |         |        |
| 12 | Olaszország      | Giovanni Tocci                  | 11        | 356,45    | 6          | 343,55     |            |            |         |        |
|    |                  |                                 |           |           |            |            |            |            |         |        |
| 13 | Németország      | Lars Rüdiger                    | 7         | 379,05    |            |            |            |            |         |        |
| 14 | Svájc            | Simon Rieckhoff                 | 14        | 346,80    |            |            |            |            |         |        |
| 15 | Fehéroroszország | Jauheni Karaliu                 | 15        | 342,60    |            |            |            |            |         |        |
| 16 | Németország      | Oliver Homuth                   | 16        | 309,35    |            |            |            |            |         |        |
| 17 | Malajzia         | Muhammad Syafiq Puteh           | 17        | 306,80    |            |            |            |            |         |        |
| 18 | Svédország       | Vinko Paradzik                  | 18        | 296,00    |            |            |            |            |         |        |
| 19 | Horvátország     | Juraj Melsa                     | 19        | 277,25    |            |            |            |            |         |        |
| 20 | Olaszország      | Gabriele Auber                  | 20        | 274,65    |            |            |            |            |         |        |
| 21 | Horvátország     | Hrvoje Brezovac                 | 21        | 268,95    |            |            |            |            |         |        |
| 22 | Hollandia        | Joey van Etten                  | 22        | 260,80    |            |            |            |            |         |        |
| 23 | Lettország       | Nikita Kozlovskis               | 23        | 253,65    |            |            |            |            |         |        |
| 24 | Magyarország     | Bóta Botond                     | 24        | 235,90    |            |            |            |            |         |        |
| 25 | Svédország       | Max Burman                      | 25        | 234,85    |            |            |            |            |         |        |
| 26 | Hollandia        | Dylan Vork                      | 26        | 231,35    |            |            |            |            |         |        |

#### 3 méteres szinkronugrás
| # | Ország       | Név                                                     | Pontok |
| - | ------------ | ------------------------------------------------------- | ------ |
|   | Németország  | Stephan Feck / Patrick Hausding                         | 419,91 |
|   | Kína         | Li Lin-vej (Li Linwei) / Liu Cseng-ming (Liu Chengming) | 382,44 |
|   | Malajzia     | Ahmad Amsyar bin Azman / Chew Yiwei                     | 376,14 |
| 4 | Oroszország  | Jevgenyij Novoszelov / Vjacseszlav Novoszelov           | 365,91 |
| 5 | Kanada       | Philippe Gagné / François Imbeau-Dulac                  | 361,71 |
| 6 | Svájc        | Guillaume Dutoit / Simon Rieckhoff                      | 348,90 |
| 7 | Olaszország  | Gabriele Auber / Lorenzo Marsaglia                      | 324,21 |
| 8 | Horvátország | Juraj Melsa / Hrvoje Brezovac                           | 316,65 |
| 9 | Németország  | Oliver Homuth / Lars Rüdiger                            | 351,12 |

#### 10 méteres toronyugrás
| #  | Ország           | Név                    | Selejtező | Selejtező | Középdöntő | Középdöntő | Középdöntő | Középdöntő | Döntő   | Döntő  |
| #  | Ország           | Név                    | Selejtező | Selejtező | A          | A          | B          | B          | Döntő   | Döntő  |
| #  | Ország           | Név                    | Rangsor   | Pontok    | Rangsor    | Pontok     | Rangsor    | Pontok     | Rangsor | Pontok |
| -- | ---------------- | ---------------------- | --------- | --------- | ---------- | ---------- | ---------- | ---------- | ------- | ------ |
|    | Kína             | Jang Csien (Yang Jian) | 1         | 520,10    |            |            | 1          | 502,75     | 1       | 546,60 |
|    | Kína             | Hszü Cö-vej (Xu Zewei) | 2         | 474,35    | 1          | 471,55     |            |            | 2       | 473,85 |
|    | Fehéroroszország | Vadzim Kaptur          | 7         | 365,00    |            |            | 3          | 425,45     | 3       | 456,85 |
| 4  | Ukrajna          | Makszim Dolgov         | 3         | 434,85    |            |            | 2          | 448,15     | 4       | 420,70 |
| 5  | Olaszország      | Mattia Placidi         | 8         | 342,10    | 3          | 440,85     |            |            | 5       | 410,00 |
| 6  | Kanada           | Vincent Riendeau       | 6         | 371,75    | 2          | 446,70     |            |            | 6       | 391,50 |
|    |                  |                        |           |           |            |            |            |            |         |        |
| 7  | Oroszország      | Borisz Efremov         | 9         | 336,50    |            |            | 4          | 404,00     |         |        |
| 8  | Oroszország      | Szergej Nazin          | 4         | 428,60    | 4          | 398,90     |            |            |         |        |
| 9  | Németország      | Florian Fandler        | 5         | 377,30    |            |            | 5          | 374,00     |         |        |
| 10 | Fehéroroszország | Jauheni Karaliu        | 10        | 292,80    | 5          | 318,70     |            |            |         |        |

#### 10 méteres szinkronugrás
| # | Ország      | Név                            | Pontok |
| - | ----------- | ------------------------------ | ------ |
|   | Oroszország | Roman Izmajlov / Szergej Nazin | 398,76 |

### Nők

#### 3 méteres műugrás
| #  | Ország           | Név                        | Selejtező | Selejtező | Középdöntő | Középdöntő | Középdöntő | Középdöntő | Döntő   | Döntő  |
| #  | Ország           | Név                        | Selejtező | Selejtező | A          | A          | B          | B          | Döntő   | Döntő  |
| #  | Ország           | Név                        | Rangsor   | Pontok    | Rangsor    | Pontok     | Rangsor    | Pontok     | Rangsor | Pontok |
| -- | ---------------- | -------------------------- | --------- | --------- | ---------- | ---------- | ---------- | ---------- | ------- | ------ |
|    | Kína             | Vu Csun-ting (Wu Chunting) | 2         | 294,35    | 1          | 320,10     |            |            | 1       | 309,85 |
|    | Ukrajna          | Viktorija Keszar           | 5         | 263,10    |            |            | 1          | 302,10     | 2       | 294,60 |
|    | Kanada           | Jennifer Abel              | 3         | 287,90    |            |            | 3          | 283,50     | 3       | 286,50 |
| 4  | Hollandia        | Inge Jansen                | 1         | 298,90    |            |            | 2          | 297,35     | 4       | 285,40 |
| 5  | Hollandia        | Daphne Wils                | 4         | 263,90    | 2          | 261,90     |            |            | 5       | 268,00 |
| 6  | Németország      | Saskia Oettinghaus         | 10        | 215,90    | 3          | 251,85     |            |            | 6       | 246,15 |
|    |                  |                            |           |           |            |            |            |            |         |        |
| 7  | Kanada           | Melissa Citrini-Beaulieu   | 11        | 212,60    |            |            | 4          | 279,25     |         |        |
| 8  | Svédország       | Emma Gullstrand            | 13        | 206,30    | 4          | 251,15     |            |            |         |        |
| 9  | Oroszország      | Uljana Klujeva             | 6         | 248,40    | 5          | 243,90     |            |            |         |        |
| 10 | Németország      | Louisa Stawczynski         | 7         | 236,10    |            |            | 5          | 238,35     |         |        |
| 11 | Svájc            | Jessica-Floriane Favre     | 8         | 231,20    | 6          | 223,05     |            |            |         |        |
| 12 | Fehéroroszország | Alena Kamulkina            | 9         | 226,80    |            |            | 6          | 218,40     |         |        |
|    |                  |                            |           |           |            |            |            |            |         |        |
| 13 | Németország      | Lena Hentschel             | 12        | 210,00    |            |            |            |            |         |        |
| 14 | Ukrajna          | Anasztaszija Negyobiga     | 14        | 205,20    |            |            |            |            |         |        |
| 15 | Svédország       | Daniella Nero              | 15        | 202,50    |            |            |            |            |         |        |
| 16 | Svájc            | Lara Schilling             | 16        | 188,80    |            |            |            |            |         |        |
| 17 | Oroszország      | Jekatyerina Nyekraszova    | 17        | 176,00    |            |            |            |            |         |        |
| 18 | Németország      | Friederike Freyer          | 18        | 172,35    |            |            |            |            |         |        |
| 19 | Románia          | Anca Șerb                  | 19        | 131,65    |            |            |            |            |         |        |

#### 3 méteres szinkronugrás
| # | Ország      | Név                                      | Pontok |
| - | ----------- | ---------------------------------------- | ------ |
|   | Kanada      | Melissa Citrini-Beaulieu / Jennifer Abel | 304,08 |
|   | Hollandia   | Celine van Duijn / Inge Jansen           | 285,30 |
|   | Németország | Lena Hentschel / Friederike Freyer       | 281,40 |
| 4 | Oroszország | Jekatyerina Nyekraszova / Uljana Klujeva | 270,60 |
| 5 | Svédország  | Daniella Nero / Emma Gullstrand          | 260,67 |
| 6 | Németország | Louisa Stawczynski / Saskia Oettinghaus  | 270,30 |

#### 10 méteres toronyugrás
| #  | Ország      | Név                           | Selejtező | Selejtező | Középdöntő | Középdöntő | Középdöntő | Középdöntő | Döntő   | Döntő  |
| #  | Ország      | Név                           | Selejtező | Selejtező | A          | A          | B          | B          | Döntő   | Döntő  |
| #  | Ország      | Név                           | Rangsor   | Pontok    | Rangsor    | Pontok     | Rangsor    | Pontok     | Rangsor | Pontok |
| -- | ----------- | ----------------------------- | --------- | --------- | ---------- | ---------- | ---------- | ---------- | ------- | ------ |
|    | Kína        | Csang Min-csie (Zhang Minjie) | 2         | 341,25    | 2          | 307,15     |            |            | 1       | 360,35 |
|    | Kína        | Csang Csia-csi (Zhang Jiaqi)  | 1         | 379,60    |            |            | 1          | 401,80     | 2       | 352,30 |
|    | Kanada      | Meaghan Benfeito              | 3         | 311,10    |            |            | 2          | 349,20     | 3       | 350,75 |
| 4  | Németország | Maria Kurjo                   | 4         | 293,45    | 1          | 315,80     |            |            | 4       | 326,65 |
| 5  | Németország | Duong Kieu Trang              | 6         | 275,40    | 3          | 294,25     |            |            | 5       | 295,05 |
| 6  | Ukrajna     | Sofiia Lyskun                 | 11        | 256,20    |            |            | 3          | 256,55     | 6       | 255,50 |
|    |             |                               |           |           |            |            |            |            |         |        |
| 7  | Ukrajna     | Valeriia Liulko               | 10        | 260,40    | 4          | 293,30     |            |            |         |        |
| 8  | Hollandia   | Celine van Duijn              | 9         | 263,20    |            |            | 4          | 254,75     |         |        |
| 9  | Kanada      | Celina Toth                   | 5         | 290,85    |            |            | 5          | 244,55     |         |        |
| 10 | Oroszország | Jana Szatina                  | 12        | 241,00    | 5          | 235,10     |            |            |         |        |
| 11 | Svédország  | Ellen Ek                      | 13        | 228,60    |            |            | 6          | 224,05     |         |        |
|    |             |                               |           |           |            |            |            |            |         |        |
| 12 | Németország | Elena Wassen                  | 7         | 271,95    |            |            |            |            |         |        |
| 13 | Németország | Christina Wassen              | 8         | 271,05    |            |            |            |            |         |        |

#### 10 méteres szinkronugrás
| # | Ország      | Név                                                          | Pontok |
| - | ----------- | ------------------------------------------------------------ | ------ |
|   | Kína        | Csang Min-csie (Zhang Minjie) / Csang Csia-csi (Zhang Jiaqi) | 327,84 |
|   | Kanada      | Caeli McKay / Meaghan Benfeito                               | 301,80 |
|   | Németország | Christina Wassen / Elena Wassen                              | 285,93 |
| 4 | Hollandia   | Celine van Duijn / Inge Jansen                               | 276,18 |
| 5 | Ukrajna     | Valeriia Liulko / Sofiia Lyskun                              | 256,56 |